# Sprechender Name
Als sprechende Namen, auch redende Namen oder gräzisiert Aptronym, bezeichnet man Namen von Personen oder Örtlichkeiten in literarischen und filmischen Werken, die – gemäß der Redewendung nomen est omen – die betreffenden Personen und Orte durch ihre äußere Benennung ihrem inneren Wesen nach charakterisieren.
Reizvoll erscheint eine solche Namensgebung insbesondere dann, wenn sie eine hintergründige Anspielung darstellt, die vom Leser eine Entschlüsselung verlangt. Demgegenüber gibt es vor allem in Kinderbüchern kaum zählbare Beispiele für Namensgebung von Personen, die direkt und unverschlüsselt ein besonderes Charakteristikum der fiktiven Person ausdrücken.
Sprechende Namen zählen zu den ältesten Stilmitteln der Literatur. Bereits in der mündlichen Überlieferung von Mythen und Sagen wurden die Akteure häufig mit einem Namen bedacht, der ihre Eigenschaften verdeutlicht. So bedeutet etwa der Name des Prometheus der griechischen Sage „der Vorausschauende“, der seines Bruders Epimetheus „der danach Denkende“.
In der klassischen allegorischen Literatur bedürfen die Namen meist keiner Interpretation seitens des Lesers. So trifft der Pilger in John Bunyans The Pilgrim’s Progress unter anderem den Riesen „Verzweiflung“, der Herr der „Burg des Zweifels“ ist.
Eine ästhetisch reizvolle Codierung sprechender Namen kann mit den verschiedensten Stilfiguren erfolgen, insbesondere
- Wortspiel (Paronomasie, Polysemie, Anagramm)
- Onomatopoesie (Lautmalerei)
- Akronymen und Apronymen

In weitestem Sinn sind die meisten Personennamen (Vornamen wie auch Familiennamen, siehe beispielsweise Hubert) und auch Namen/Bezeichnungen von Dingen (z. B. Burg) ‚sprechende Namen‘, denn sie sind hinsichtlich ihrer Wortherkunft (siehe Etymologie) von anderen Bedeutungen, oft aus alten Sprachen abgeleitet. 
In neuerer Zeit hat das Konzept sprechender Namen (Bezeichner) auch Anwendung im technischen Bereich gefunden, so etwa über Namenskonventionen in der Programmierung.

## Definition
Im Wörterbuch der Sprach- und Kommunikationswissenschaften wird eine Kurzdefinition gegeben: Ein sprechender oder redender Name ist ein vor allem in fiktionalen Texten genutzter Typ von Eigennamen, der sich durch Nähe zu einem Appellativum auszeichnet. Redende Namen erzeugen Konnotationen, indem sie Wörter oder Wortbestandteile aus natürlichen Sprachen übernehmen. Damit bieten sie Hinweise auf die Charakterisierung der so benannten Figur oder des so benannten Ortes. Sprechende Namen beschränken sich mithin nicht auf die Benennung der Figur bzw. des Ortes, sondern weisen mithilfe der lexikalischen Bedeutung der übernommenen Wörter auf Eigenschaften bzw. Charakteristika des Benannten hin. Als Beispiel wird etwa angegeben, dass der Name Superman auf einen Mann mit Superkräften hinweist.
In der Typologie literarischer Namen von Hendrik Birus bilden sprechende Namen einen von vier Namenstypen neben verkörperten, klassifizierenden und klangsymbolischen Namen. Sie basieren auf Assoziationen von Ähnlichkeit (Similarität) zu der Bedeutung von Elementen des allgemeinen Wortschatzes. Birus bringt ein Beispiel aus der Bibel, bei dem diese Ähnlichkeit explizit ausgeführt wird: „Wie jemand heißt, so ist er: Nābāl [hebr. ‚Tor‘] heißt er, und voll Torheit ist er.“

## Personennamen in der Literatur
- Gottlieb Biedermann erscheint in Max Frischs Biedermann und die Brandstifter seinem Namen entsprechend als die personifizierte Bravheit, der sich mit seiner kleinbürgerlichen Willensschwäche als unfähig erweist, den Brandstiftern Einhalt zu gebieten.

- Walter Faber, die Hauptfigur in Max Frischs Roman Homo faber repräsentiert den technikgläubigen modernen Menschentyp („homo faber“ ist übersetzt etwa: der technische/handwerklich tätige Mensch).

- Holly Golightly, die Protagonistin in Truman Capotes Roman Breakfast at Tiffany’s: der Name Golightly beinhaltet die englischen Wörter go und lightly die nebeneinandergestellt etwa so viel bedeuten wie: „Nimm’s leicht“, eine Redewendung, welche treffend die Lebenseinstellung der Figur der Holly widerspiegelt. Dieser Gedanke wird noch weiterentwickelt, indem ein ewig schimpfender chinesischer Mitmieter Holly in Dialogen stets als „Miss Gorightly“ anspricht, also als diejenige, die richtig lebt.
- Lemuel Gulliver, der Erzähler und die Hauptfigur aus Jonathan Swifts Roman Gullivers Reisen: In Anspielung auf das englische Wort gullible, welches so viel wie „gutgläubig“, „leichtgläubig“ oder auch „einfältig“ bedeutet, spielt der Name auf den naiv-leichtgläubigen Charakter der Figur des Gulliver an.
- von Kalb, der Hofmarschall in Schillers Kabale und Liebe versinnbildlicht durch seinen Namen einen etwas dümmlichen Vertreter des Adels.
- Kantorek ist der Name eines Lehrers aus Erich Maria Remarques Roman Im Westen nichts Neues. Dieser überredet seine Schüler, sich freiwillig zum Frontdienst im Ersten Weltkrieg zu melden. „Kantor“ bezeichnet nicht nur einen Vorsänger, sondern war in Mitteldeutschland auch als Synonym für „Lehrer“ verbreitet.
- Klöterjahn ist der Name eines grobschlächtigen, aber lebensstarken Großhändlers in Thomas Manns Novelle Tristan.
- Willy Loman (englisch ausgesprochen Willy low man: „kleiner Mann; Mann der am Boden ist“) ist der Handelsreisende in Arthur Millers Death of a Salesman, dessen Name ihn bereits als der vom Leben niedergedrückte Versager ausweist, als der er dem Leser vorgestellt wird – so eine verbreitete Interpretation. Nach eigenen Angaben hat Miller den Namen der Figur Karl Lohmann in Das Testament des Dr. Mabuse entlehnt.
- Lottarius ist einer der Schurken in Jörg Wickrams Roman Der Jungen Knaben Spiegel. In seinem Namen spiegelt sich sein liederlicher – lotterhafter – Lebenswandel wider.
- Major Major Major Major ist ein Charakter im Roman Catch-22, dessen militärische Karriere ebenso absurd ist wie sein Name.
- Peter Schlemihl, die Hauptfigur in Peter Schlemihls wundersame Geschichte von Adelbert von Chamisso erweist sich, ganz der jiddischen Bedeutung des Namens Schlemihl entsprechend, als Pechvogel, nachdem er einem fremden Herren seinen Schatten verkauft.
- Else Schweigestill ist in Thomas Manns Roman Doktor Faustus eine Bäuerin, die fast pausenlos redet.
- Simplicius ist die titelgebende Figur im Schelmenroman Der abenteuerliche Simplicissimus von Grimmelshausen, der bereits durch seinen Namen (den er von einem Einsiedler erhält) seine natürliche Einfalt und Ahnungslosigkeit demonstriert, die mit den Gräueln des Dreißigjährigen Krieges, die er erlebt, scharf kontrastiert.
- Wurm, ebenfalls aus Kabale und Liebe, ist der schleimige, machthungrige und intrigante Sekretär des Präsidenten, der sich einerseits kriecherisch wie ein Wurm aufführt, andererseits durch stetigen Wurmfraß seine Umgebung zerstörerisch beeinflusst.
- In der Komödie Volpone des englischen Bühnenautors Ben Jonson hat jeder Charakter einen italienischen Tiernamen (Volpone, der Fuchs; Corvino, der Rabe; Voltore, der Geier usw.), der ihn mit den vermenschlichten Eigenheiten dieser Tiere gleichsetzt.
- In den Romanen um Harry Potter tragen mehrere Figuren einen sprechenden Namen, so z. B. der strenge Lehrer Severus Snape („severus“ bedeutet „streng“ auf Lateinisch) oder Sirius Black, der für einen gefährlichen Mörder gehalten wird, tatsächlich jedoch auf Seiten Harrys steht. Dieser Gegensatz zwischen Gut und Böse spiegelt sich in seinem Namen wider, welcher den Namen des hellsten Sterns am Nachthimmel und das englische Wort für „schwarz“ vereint. Weiters ist Sirius auch als „Hundsstern“ bekannt – und Sirius Black kann sich in einen Hund verwandeln.
- Der Name des Baron Lefuet in Timm Thaler von James Krüss ergibt rückwärts gelesen „Teufel“, was er gewissermaßen tatsächlich ist.
- Zahlreiche Charaktere aus Fjodor Dostojewskis Schuld und Sühne tragen sprechende russische Namen (siehe Schuld und Sühne § Bedeutung der Namen)
- In Mozarts letzter Oper Die Zauberflöte wird Manostatos (heutige Schreibweise oft: Monostatos) durch einen sprechenden Namen als Eunuch gekennzeichnet: altgriechisch μἂνος manos = dünn, schlaff[3].

## Personennamen in der Bibel
Viele biblische Namen sind sprechend oder wurden als sprechende Namen gedeutet. Eine unvollständige Liste wäre:
- Adam bedeutet Mensch und ist sprachlich verwandt mit adama (Erdboden), vgl. Gen 2,7 EU und Gen 3,17 EU, wo hebr. adam und adama miteinander in Beziehung gebracht werden.
- Eva (hebräisch חַוָּה, ḥawwāh) bedeutet so viel wie die Belebende und ist sprachlich verwandt mit hebräisch חָיָה (ḥayâ), leben (Gen 3,20 EU).
- Abel bedeutet Windhauch und weist auf sein schnell vergangenes Leben hin.
- Abraham bedeutet Vater der Vielen.
- Sarah bedeutet Herrin.
- Moses ist eigentlich ein ägyptischer Name und bedeutet Sohn (vgl. Ramoses oder Tutmoses), sein Name wurde jedoch umgedeutet als der aus dem Wasser Gezogene gemäß dem hebräischen Wort für Ziehen (Ex 2,10 EU).
- Nabal bedeutet Tor; hier wird die sprechende Bedeutung explizit gemacht (1 Sam 25,25 EU).
- Petrus hieß eigentlich Simon, ihm wurde von Jesus der Name Fels (griechisch petros) gegeben.
- Paulus hieß eigentlich Saul von Tarsus, er bezeichnete sich als der Unbedeutende (lat. Paulum).

## Personennamen in Comics
- Anthony Lupus: Ein Leichtathlet in den Batman-Comics, der sich durch die Einnahme eines experimentellen Serums in einen Werwolf verwandelt, worauf sein Nachname (lupus ist das lateinische Wort für Wolf) vorverweist.
- Bart Simpson: Der Name Bart für den lümmelhaften Sohn der Familie, die im Mittelpunkt der Zeichentrickserie Die Simpsons steht, wurde als ein bewusstes Anagramm des englischen Wortes brat (etwa „freches Balg“) gebildet.
- Clark Kent, die bürgerliche Geheimidentität von Superman setzt sich zusammen aus den Namen der Schauspieler Clark Gable und Kent Taylor, die zur Zeit der Erfindung des Comichelden beliebt waren. Der Name sollte die Popularität und Dynamik der Schauspieler auf den Comichelden übertragen. Der Name Clark Kent ist nunmehr ein „verstummter“ sprechender Name, da Taylor in Vergessenheit geriet.
- Daniel Düsentrieb, eine Figur der Donald-Duck-Comics, dessen Name seine unermüdliche Erfindungsgabe plastisch auf den Punkt bringt.
- Desaad ist ein grausamer Gott in der Comicreihe New Gods, dessen sadistische Persönlichkeit durch seinen klanglich an den Namen des Marquis de Sade (nach dem das Wort Sadismus benannt ist) angelehnten Namen angedeutet wird.
- Droopy, eine Figur aus Zeichentrickserien und -filmen sowie Comics von Metro-Goldwyn-Mayer: Das englische Wort droopy bedeutet so viel wie „herunterhängend“ oder „schlaff und kraftlos“ und spielt sowohl auf die herunterhängenden Lefzen des Beagles als auch auf seine lethargische Wesensart an.
- Edward Nigma, (E. Nigma, phonetisch enigma [englisch für Rätsel]) ist das Alter Ego des Riddlers, einer Comicfigur, die dafür bekannt ist Rätsel (also englisch enigmas) zu stellen.
- Isnogud (englischer und französischer Name Iznogoud: Slang: Is no good, „Taugt nichts/Er ist nicht gut“), der unglückselige Titelheld einer gleichnamigen französischen Comicreihe: Isnogud ist ein intriganter Großwesir, der immerzu vergeblich versucht, seinen Herren, den gutherzigen Kalifen Harun al Pussah, durch Anschläge zu beseitigen, damit er selbst Kalif werden kann: Isnoguds charakterliche Verderbtheit wird schon aus seinem Namen ersichtlich.
- Lucky Luke, der Held der gleichnamigen Comicserie von Morris: Ein Cowboy, dem es häufig gelingt, sich durch eine ungewöhnliche Glückssträhne aus brenzligen Situationen zu retten, und der daher lucky ist, also vom Glück begünstigt.
- Preston Payne, ein Schurke in der Comic-Reihe Batman: Der Name klingt ausgesprochen wie „pressed in pain“ (Englisch für: „von Schmerz gedrückt“, freier: „getrieben“), was darauf anspielt, dass der von einer seltenen Krankheit befallene Payne durch die von dieser Krankheit verursachten Schmerzen zu seinen Verbrechen getrieben wird, welche hauptsächlich die Übertragung seiner „drückenden Schmerzen“ auf andere durch Körperkontakt zum Inhalt haben, wodurch ihm selbst Linderung zuteilwird (Payne besitzt eine Art umgekehrten Midas-Touch: Wer von ihm berührt wird, stirbt).
- Sinestro ist der Erzfeind des Superhelden Green Lantern in der gleichnamigen Comicserie. Der Name ist phonetisch an das englische Wort sinister angelehnt, das so viel bedeutet wie dunkel oder düster. Der Name klingt für englische Ohren in etwa so wie „Düsterling“ für deutsche.
- Tunichtgud, eine Figur in der Comicreihe Isnogud: Tunichtgud ist der Handlanger des bösen Großwesirs Isnogud und erledigt auf dessen Befehl zahllose fragwürdige Aufträge. Er „tut“ daher „nicht gut“, sondern beteiligt sich an allerlei schlechten Unterfangen.
- Temple Fugate (phonetisch nahe am lateinischen „tempus fugit“) ist das Alter Ego des Clock King, eines Comic-Schurken, dessen Taten sich zumeist um das Thema Uhren und Zeit drehen.
- Wile E. Coyote ist eine Figur der Looney Tunes. Der Vorname ist klanggleich zu wily, was auf Deutsch so viel wie schlau oder gerissen bedeutet.
- Die Figuren aus den Asterix-Comics und die der Trolle von Troy haben auch oft sprechende Namen, die in den übersetzten Versionen jedoch meist auf das Konto des jeweiligen Übersetzers gehen.

## Personennamen in Filmen und Serien
Filme
- James-Bond-Filme: Pussy Galore, Bond-Girl aus Goldfinger (dargestellt von Honor Blackman). Pussy ist im englischen sowohl ein Katzenname als auch die umgangssprachliche Bezeichnung der weiblichen Geschlechtsteile; galore bedeutet „im Überfluss“. In den drei Teilen der James-Bond-Parodie Austin Powers wurde diese Namensgebung mehrfach aufgegriffen:
  - Alotta Fagina: Dieser vorgeblich italienische Name karikiert durch seine über-explizite, schon fast brutalisierend-direkte, nicht zu übersehende Anspielung auf einen körperlichen Reiz der Figur (englisch a lot of vagina – „jede Menge Vagina“) die leicht frivol angehauchte Namensgebungspraxis der Bond-Produzenten bei den Bond-Girls.
  - Felicity Shagwell: (deutsch Felicity Schickfick); von shag (dt. ficken), well (dt. gut)
- Cast Away:  Hier spielte Tom Hanks den Schiffbrüchigen Chuck Noland. Abgekürzt C. Noland (englisch: see no land – deutsch: kein Land in Sicht)
- 101 Dalmatiner:
  - Der Name der Schurkin Cruella de Vil in 101 Dalmatiner, die unschuldige Tiere töten und ihnen das Fell abziehen lässt, um sich hieraus teure Pelze anfertigen zu lassen, setzt sich zusammen aus engl. cruel (dt. „grausam“) und devil (dt. „Teufel“).
- Looney-Tunes-Cartoons
  - Der Assistent von Marvin dem Marsmenschen, einem marsianischen Eroberer, der in verschiedenen Looney-Tunes-Cartoons den Figuren Bugs Bunny oder Daffy Duck nachstellt, lautet K 9. Englisch ausgesproch klingt dieses Kürzel „kay-nine“, was für Englischsprecher genauso wie das Wort canine („Hund, hündisch; auf den Hund bezogen“) klingt. Da „K 9“ ein (marsianischer) Hund mit grünem Fell (und einem römisch anmutenden Helm auf dem Kopf) ist, ist der Name dieses Hundes im Prinzip nichts weiter als seine Gattungsbezeichnung, die entsprechend dem Weltraum-Thema, das die Cartoons, in denen er auftritt, in einer mathematisch-technizistisch anmutenden Weise verklausuliert worden ist.
- Star-Wars-Filme:
  - Die Namen der Sith Lords, der bösen Gegenspieler der guten Jedis in den Star Wars Filmen bestehen stets aus Zusammensetzungen, die mit dem Wort Darth beginnen (Darth Maul, Darth Plagueis, Darth Sidious, Darth Tyranus, Darth Vader). Auf diese Weise wird die düstere Wesensart der Sith, die sich von der „dunklen Seite“ der Macht leiten lassen (im Gegensatz zu den Jedi, die unter dem Einfluss der hellen Seite stehen) schon sprachlich nach außen gekehrt, da das Wort darth klanglich eng an das englische Wort dark („dunkel“) angelehnt ist. Der zweite Teil der Sith-Namen besteht meist aus Wörtern, die mit Krankheit und Tod zu tun haben. So ist Plagueis vom Wort plague („Seuche“) und Sidious von insidious („heimtückisch“) abgeleitet.
  - Der Name des Kopfgeldjägers Greedo (in Anlehnung an das englische Wort greed „Gier“) in dem ersten Star Wars Film von 1977 (Episode IV „Eine Neue Hoffnung“) spielt auf die Geldgier, die dem Namensträger schließlich zum Verhängnis wird (er wird bei dem Versuch die Figur des Schmugglers Han Solo gefangen zu nehmen, um ein auf dieses ausgesetztes Kopfgeld einzustreichen, von diesem erschossen), an.
  - Der Name des Hauptschurken in den Star Wars Filmen, des manipulativen Politikers Palpatine, der sich durch Intrigen vom Senator zum Kanzler der Galaktischen Republik und dann zum Diktator des Galaktischen Imperiums aufschwingt, leitet sich vom lateinischen „palpator“, was „Schmeichler“ bedeutet ab.
- Truman Show:
  - Truman, der Hauptcharakter des Films Die Truman Show: Truman klingt gesprochen wie „true man“ (= wahrer, echter Mensch), was darauf anspielt, dass Truman der unwissende Hauptdarsteller einer Reality-TV-Sendung ist, der einzige „echte“ und real agierende Mensch in der Realität der Truman-Show, die ansonsten nur von Schauspielern bevölkert wird, die lediglich ihre vorgegebene Rolle verkörpern.
- Der Weiße Hai:
  - Der Name des von Robert Shaw verkörperten Haijägers Quint in dem Film Der Weiße Hai leitet sich vom lateinischen Wort quintus („Der Fünfte“) ab, womit in versteckter Weise das Schicksal der Figur vorweggenommen wird: Er ist die fünfte Person, die im Laufe des Films von dem weißen Hai, dessen Jagd auf Menschen in den Gewässern vor einer Insel an der amerikanischen Westküste die Handlung des Films bildet, getötet wird.
- Sonstige Filme:
  - Major Arschloch in Mel Brooks’ Spaceballs. Im englischen Original heißt er Major Asshole, was im deutschen so viel wie „Oberarschloch“ bedeutet.
  - Kraven in Underworld: craven ist englisch für „vollkommener Feigling“.
  - Der Name Emmett Lathrop Brown, der „Doc“ aus der Zurück-in-die-Zukunft-Reihe, klingt, wenn man die beiden Vornamen jeweils rückwärts ausspricht ähnlich dem englischen time portal (Zeitportal).
  - Im Film Die nackte Kanone gibt ein afroamerikanischer Zeuge seine Namen als Whitey Weissmann, was eine Karikatur auf sprechende Namen darstellt.

Serien von Actionfiguren
- Die Figuren der in der 1985 bis 1987 bei Mattel erschienenen Figurenreihe Princess of Power tragen überwiegend Namen, die ihren Fähigkeiten oder Charakterzügen entsprechen. Beispiel: She-Ra (die Superheldin als Zwillingsschwester von He-Man). Weitere Beispiele aus Serie 1 (1985):  Bow (Bogenschütze), Glimmer (glitzert beim Teleportieren), Angela (hat Engelsflügel), Castaspella (wirkt Zaubersprüche), Catra (hat Katzenohren und einen Schwanz).

## Personennamen in Kinderserien
- Kleine Hexe Klavi-Klack: Der Lehrer Herr Pythagoras Oberschlau, die Klavierlehrerin Frau Melodia Tastenbruch, der Opernsänger Herr Vistolin Leiseton,
- Viele Charaktere in den Büchern und Sendungen von Thomas Brezina tragen sprechende Namen, z. B. Rudi Ratte, Fritz Fantom und Gustav Geldsack bei der Serie Tom Turbo.
- Benjamin Blümchen/Bibi Blocksberg: Sehr viele Charaktere tragen sprechende Namen, z. B. Hexe Bibi Blocksberg, Reporterin Karla Kolumna, Zoodirektor Tierlieb, Geschäftsmann Schmeichler, Reiseunternehmer Aufschneider, Bürgermeister Pressack (ein verhülltes „Fresssack“ und zugleich selbst sprechender Name), Futter- und Tierhändler Raffke, Marketingexperte Ulrich Umsatz, Pandadiebin Klaudi u. v. a.; eine Ausnahme stellt der trotz seines (wohl auf die allgemeine Schläue seines Berufsstandes anspielenden) Namens ganz unbescholtene Rechtsanwalt Schwindelmeier dar; auch wird über einen möglichen (jedenfalls maßvollen) Alkoholkonsum von Bürgermeistersekretär Pichler kein Wort verloren. Tiere haben in der Regel einen sprechenden und mit ihrer Tierart alliterierenden Vornamen (Leo Löwe); in einem Fall ist jedoch der Name ausnahmsweise entschieden nicht-sprechend, nämlich bei Garfield Gorilla, dessen Eltern sich „eigentlich einen Kater gewünscht hätten“.
- Eine ganze Folge Janoschs Traumstunde setzt sich ausführlich mit der These auseinander, ein Mensch, der Antek Pistole heiße, habe als Besenbinder seinen Beruf verfehlt und müsse Räuber werden.

## Personennamen in Videospielen
- Die Videospiel-Reihe Donkey Kong erzeugt durch scheinbares Abkürzen des Vornamens sprechende Namen. So zum Beispiel der Kremlingboss King K. Rool (ausgesprochen King Cruel, was auf Deutsch so viel wie „König Grausam“ bedeutet), K. Lumsy (sprich Clumsy, engl. „Ungeschickt“) oder B. Locker (sprich Blocker, eine Holzfigur die Eingänge in Donkey Kong 64 versperrt). Andere Beispiele aus der Serie, die nicht diese Technik verwenden, wären z. B. Cranky Kong, der Name des Affengroßvaters, bedeutet so viel wie schrulliger Affe.
- Alan Wake und der gleichnamige Protagonist sind eine Anspielung auf awake (engl. wach, erwacht).
- Max Payne lässt sich als Ausdruck für maximum pain (engl. maximaler Schmerz) lesen. Im gleichen Spiel verwendete Schmerzmittel werden zudem als painkillers bezeichnen, was sich umgekehrt als Payne-Töter lesen lässt.
- Im Städtebausimulator SimCity 3000 wird das Fehlen relevanter Informationen durch wortspielerische Meldungen in einer Tickerzeile aufgefüllt, z. B. Dr. Akula übernimmt städtische Blutbank; auch die Berater tragen sprechende Namen z. B. Verkehrsberater Moe Biehl (mobil).
- Der Protagonist des Spiels Interstate ’76, dessen Handlung im Stile einer Fernsehsendung präsentiert wurde, heißt Groove Champion und wird von einem fiktiven Schauspieler namens Everett Mann gespielt. Letzterer Name lässt sich als everyman = Jedermann lesen.

## Ortsnamen in Büchern
- Lake Wobegon ist der Name einer fiktiven Kleinstadt im amerikanischen Mittelwesten, in dem viele Geschichten Garrison Keillors spielen. Angeblich leitet sich der Name von einem indianischen Wort her, das so viel bedeutet wie „Wir saßen den ganzen Tag im Regen und haben auf euch gewartet“, das englische woebegone bedeutet allerdings „jammervoll“ oder „leidgeprüft“.

- Nimmerland (englisch Neverland) ist der Name eines fiktiven Zauberlandes in dem Jugendbuch Peter Pan or the Boy who would not grow up von James Matthew Barrie, welches sich an keinem geographisch fixierbaren Ort befindet, sondern durch eine mystische Bewegungsfolge am Sternenhimmel erreicht werden kann und damit praktisch „nirgendwo ist“.
- Phantásien ist der Name des fantastischen Landes, in dessen Geschichte Bastian, der Protagonist der Unendlichen Geschichte, beim Lesen derselbigen hineingezogen wird. Phantásien ist das Land, in dem die Fantasien der Menschen leben.
- Güllen heißt die verarmte Kleinstadt aus Friedrich Dürrenmatts tragikomischen Drama Der Besuch der alten Dame. Der Name gibt einerseits einen Hinweis auf den äußeren Zustand der Stadt wie auch auf die Moral ihrer Bürger.
- Entenhausen (englisch: Duckburg und Mouseton) heißt der Hauptschauplatz der Geschichten im Disney Universum von Donald Duck und Mickey Maus.

## Ortsnamen in Filmen und Serien
- Metropolis ist eine fiktive Stadt, in der der Film Metropolis und die Superman-Geschichten spielen. Metropolis (Metropole) ist ein Begriff für eine große Stadt und stammt aus dem Griechischen, wo es wörtlich so viel wie „Mutterstadt“ bedeutet.
- Smallville ist denn auch das Gegenstück zu Metropolis. In der Kleinstadt (small „klein“, -ville „Stadt“) verbringt Clark Kent, der spätere Superman, in der gleichnamigen Fernsehserie Smallville seine Kindheit und Jugend.
- Seahaven ist die Stadt, in der der Truman-Show-Filmheld Truman Burbank sein Leben verbringt. Seahaven ist in Wirklichkeit ein riesiges Filmareal in Big-Brother-Manier, wo alle Bewohner außer Truman Burbank Schauspieler sind. Truman ahnt davon nichts, sein Leben wird als Reality-Show in die Welt gesendet. Seahaven soll dem englischen Zuschauer eine Assoziation zu dem Begriff see heaven, auf Deutsch etwa Sieh’ das Himmelreich, nahelegen.
- Blüdhaven ist die verwahrloste Nachbarstadt von Gotham City. Der ehemalige Robin Dick Grayson beschloss, Batman zu verlassen und als Nightwing nach Blüdhaven zu ziehen. Der Name der Stadt erinnert deutlich an blood haven, spielt also auf die (noch schlimmeren) Zustände der Kriminalität an.

## Namen im „wahren Leben“
In der realen Welt kommen sprechende Personennamen gelegentlich durch absichtsvolle Namensvergabe durch die Eltern (etwa dadurch, dass Träger eines bestimmten Familiennamens ihrem Nachwuchs gezielt bestimmte Vornamen geben, um bestimmte Wortspiele oder Doppeldeutigkeiten zu ermöglichen), durch Missverständnisse oder durch Bedeutungsverschiebungen infolge des unterschiedlichen semantischen Gehalts oder der unterschiedlichen Aussprache bestimmter Wörter in verschiedenen Sprachen vor.
- Ursula Andress: Als die schweizerische Schauspielerin 1962 in der Rolle der erotischen, bikinitragenden Muscheltaucherin Honey Rider in dem Film James Bond jagt Dr. No berühmt wurde, interpretierten zahlreiche Kritiker und Kinobesucher im englischsprachigen Raum Andress’ Nachnamen – der ähnlich wie das englische Wort undress („sich ausziehen“) klingt – als „vorbedeutungsvoll“, da in idealer Weise zu ihrer freizügigen Rolle passend.
- Karl Schwarzschild: Nach diesem Physiker und Astronom ist der Schwarzschildradius benannt, der Radius des Ereignishorizonts. Ein Beobachter aus der Ferne nimmt den Ereignishorizont als eine kugelähnliche schwarze Grenzfläche wahr, aus deren Inneren ihn keine Informationen erreichen, d. h. als einen schwarzen Schild, durch den nichts nach außen dringt. Der Radius dieses schwarzen Schilds ist der Schwarzschildradius.
- Abdullah Öcalan: Führer und Vorsitzender der PKK. Vom Türkischen „Öç“ kann man seinen Namen als der „Rächer“ ableiten. Dies ist insofern ironisch, da den meisten Kurden in der Türkei türkische Namen aufgezwungen wurden. Als die türkischen Beamten die Türkisierung vornahmen, konnten sie nicht ahnen, dass ein Nachkomme des ersten Herrn Öcalans zu einem „Rächer“ der Kurden wurde.
- Wolfgang Leistenschneider war ein – in Fachkreisen nicht nur wegen seines Namens – bekannter Urologe.

Gelegentlich wirken sprechende Namen auch nach Art einer sich selbst erfüllenden Prophezeiung: So wurde beispielsweise der Wunsch des späteren Nationalspielers Erich Kühnhackl, Eishockey-Profi zu werden, durch seinen Namen verstärkt.
Vom entgegengesetzten Fall erzählt der Song „A Boy Named Sue“ von Johnny Cash: Um zu gewährleisten, dass sein Sohn nicht „weibisch“ wird, habe der Vater ihm den weiblichen Vornamen „Sue“ gegeben.

## Personennamen in der rechtswissenschaftlichen Ausbildung
Eine besondere Rolle nimmt die Namensgebung in von Studenten an rechtswissenschaftlichen Fakultäten zu bearbeitenden Fällen ein. Üblicherweise werden die Beteiligten in den Sachverhalten mit A, B usw. bezeichnet. Im Bürgerlichen Recht werden darüber hinaus K für Käufer oder S für Schuldner verwandt, im Strafrecht T für Täter oder O für Opfer. Es kann jedoch auch vorkommen, dass in Sachverhalten die Beteiligten einen anscheinend vollen bürgerlichen Namen erhalten. Dieser ist dann ein sprechender Name, wenn seine Kurzform gleichzeitig seine Beteiligtenstellung in der rechtlichen Würdigung entspricht.
Beispiele:
- Aus Titus Tunichtgut wird abgekürzt T. und bezeichnet einen Straftäter in einem strafrechtlich zu bearbeitenden Fall.
- Gustav Gutglaub wird abgekürzt zu G und bezeichnet einen Gläubiger.
- Volker Vergib wäre ein Name für einen Verkäufer.

Darüber hinaus werden Namen für Prozessbeteiligte verwendet, die eine besondere charakterliche Eigenschaft aufweisen können:
- Dr. Klug für einen Richter
- Rechtsanwalt Schlau
- Staatsanwalt Stahlmann
- Gustav Grünkern für einen Landwirtschaftsminister in einem öffentlich-rechtlichen Fall

## Personennamen in der Kryptographie
In der Kryptologie werden die beteiligten Parteien in Erklärungen ebenfalls häufig nicht nur alphabetisch Alice und Bob, Carol und Dave genannt, sondern entsprechend ihren Rollen. So fungiert etwa Eve, von engl. eavesdropper (zu deutsch Lauscher), als unerwünschte Mithörerin, Trudy, von engl. intruder, als Eindringling in ein Computersystem.

## Sprechende Namen in der Programmierung
In der Programmierung dienen sprechende oder genauer selbsterklärende Namen der Verbesserung der Lesbarkeit von Programmtexten. Komplexere Programme ohne sprechende Namen sind auf Grund der schlechteren Lesbarkeit schwerer wartbar, die Fehlersuche und Weiterentwicklungen werden damit erschwert. Sprechende Namen zu verwenden kann mittels Namenskonventionen für alle Quelltextteile vorgeschrieben oder empfohlen werden, die in der Programmiersprache mit einem Bezeichner (Namen) anzusprechen sind, beispielsweise für Datenfelder und/oder Funktionen.
Beispiel: Während ein Compiler Quelltext-Konstrukte wie „Proz“ oder „Numm5“ oder „Text4“ oder „ROUTINE_AB“ (grundsätzlich auch „XZ56AB“ = vollkommen nicht-sprechend) problemlos verarbeiten könnte, werden – z. B. bei der Wartung – Bezeichnungen wie „MWStSatz“ oder „RechnBetrag“ oder „StrasseHsNr“ oder „BERECHNEN_RABATT“ (= sprechende Namen) hinsichtlich ihres ‚Verwendungszwecks‘ leichter verstanden.